# فرهنگ روم باستان

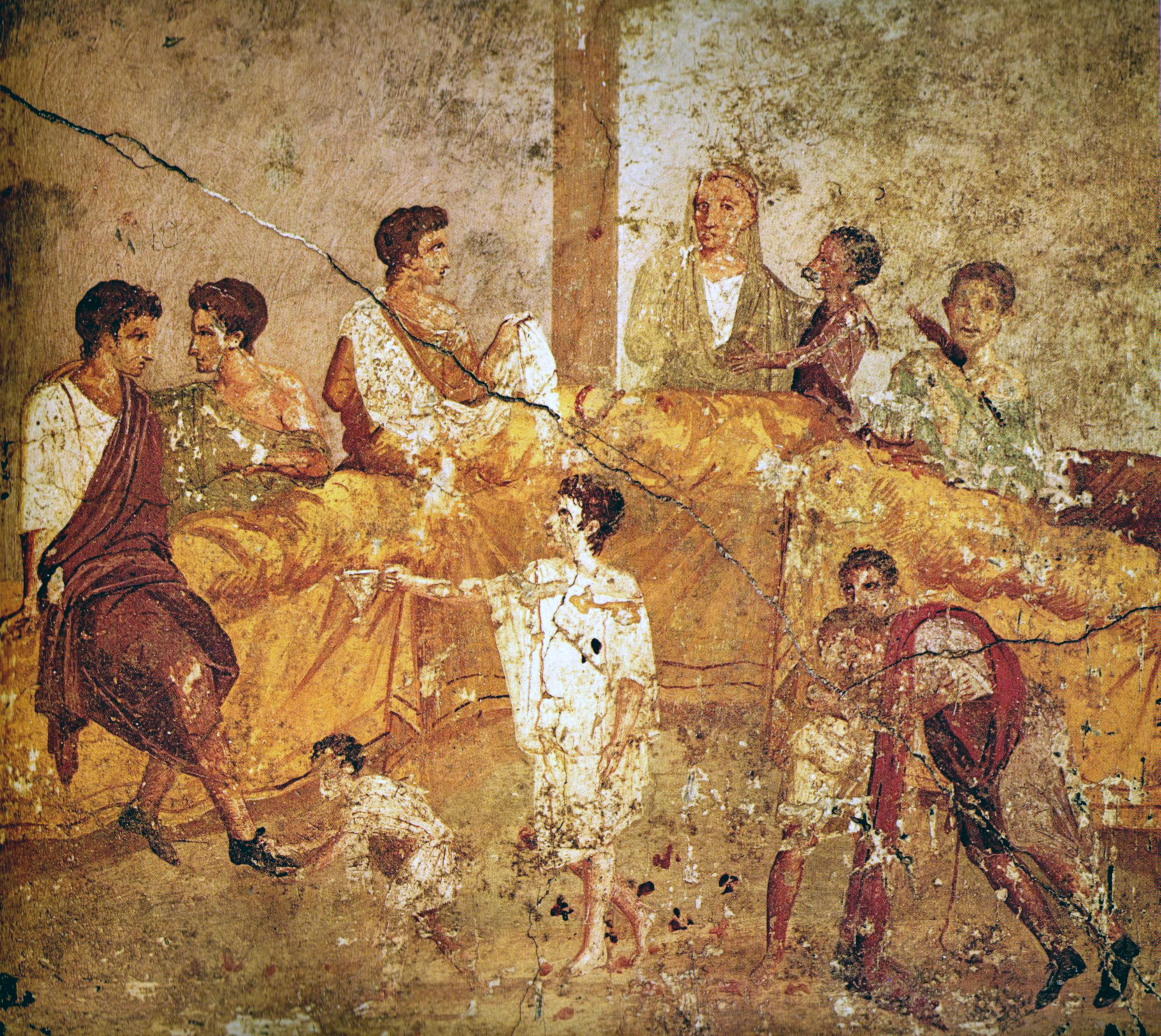
نقاشی دیواری در شهر پمپی که زندگی مردم روم باستان را نشان می‌دهد.

فرهنگ روم باستان (انگلیسی: Culture of ancient Rome) در حدود ۱۲۰۰ از تاریخ تمدن روم باستان وجود داشت. این عبارت به فرهنگ جمهوری روم، امپراتوری روم اشاره می‌کند که در اوج خود از اسکاتلند و مراکش تا فرات وسعت داشت. زندگی در روم باستان در اطراف شهر روم که بروی هفت تپه بنا نهاد شده بود و بنایی همچون کولوسئوم، فروم تروجان و … معنا پیدا می‌کرد و در جریان بود. همچنین شهر تعدادی تئاتر، ژیمناسیا و تعداد میکده، حمام رومی و روسپی‌خانه در خود جای داده بود.
فرهنگ رومی در سراسر تاریخ هزار و دویست ساله خود گرداگرد شهر رُم شکل گرفت. این شهر، به گواه اسطوره‌های تاریخی، در سال ۷۵۳ پیش از میلاد به دست دو برادر دوقلو، رمولوس و رموس، در کرانه رود تیبر و بر روی هفت تپه بنا شد. نسب مادری این دو برادر به آینیاس می‌رسید، تنها سردار تروایی که از شکست و کشتار آن شهر به دست یونانیان جان به در برد و خود را به سرزمین قوم لاتین یعنی لاتیوم قدیم بر کرانه رود تیبر در نزدیکی غرب ایتالیا رساند. تبیین اصالت تروایی برای رومی‌ها، که پلوتارک بر آن پافشاری می‌کرد، گذشته از ادعای هم ترازی با یونانیان در ریشه داشتن در فرهنگ کهن موکنایی (که تروآ نماینده برجسته آن بود) نشان دهنده اهمیت و اعتبار فرهنگ هلنی در روم است.
با گسترش قلمرو فرمانروایی رومیان فرهنگ لاتین نیز به جای جای جهان باستان نفوذ می‌کرد. حاصل برخورد این فرهنگ با فرهنگ‌های محلی تولد فرهنگ‌های تلفیقی بود که بسته به میزان قوت فرهنگ مورد تهاجم می‌توانست رنگ و بویی لاتین/رومی، محلی، یا یکسر تازه و نوپدید داشته باشد. یکی از مهم‌ترین شگردهای فاتحان رومی برای حفظ و اعمال قدرت در سرزمین‌های تازه ضمیمه شده «رومی سازی» فرهنگ‌های محلی به ویژه با ساخت و ساز گسترده بناها، خیابان‌ها، فُروم‌ها (خیابان/میدان مرکزی شهر) یا در مواردی حتی شهرهای جدید به سبک رومی بود. اما اگر تلاش رومیان برای غالب کردن فرهنگ شان بیش از هرچیز به مقاومت فرهنگ‌های محلی و در نتیجه بیناکنش‌های فرهنگی شدت بخشید و تلفیق‌هایی از سه نوع بالا را به ارمغان آورد، در سطح اقتصادی مسیر سود و ثروت یک جانبه به سمت رم جریان یافت. شهر رم با خیابان‌های بزرگ، بناهای عظیم، مرکزهای تجاری بی شمار، مجتمع‌های مسکونی بی همانند، و شبکه سراسری آب و فاضلاب تا صدها سال بزرگ‌ترین و شکوهمندترین شهر دنیا محسوب می‌شد.